# Università statale dell'Illinois
L'Università statale dell'Illinois (in inglese Illinois State University, abbreviato ISU) è un'università pubblica statunitense, con sede a Normal, in Illinois. È stata fondata nel 1857 ed è l'università pubblica più antica dello stato. L'università è riconosciuta dall'American Association of Colleges of Teacher Education tra le prime dieci negli Stati Uniti per numero di insegnanti formati. La squadra di atletica è nota come "Redbirds", uno dei nomi comuni del cardinale rosso, uccello simbolo dello stato.